# Calèche (parfum)
Calèche est un parfum féminin d'Hermès, créé et sorti en 1961.

## Création
En 1961, Hermès a déjà créé trois parfums mixtes : Victoria, Hermès et Doblis ; l'année précédente a été mis en place sous l'impulsion de Jean René Guerrand le « Comptoir nouveau de la parfumerie » lequel, avec le parfumeur Guy Robert, cherche à créer une eau qui pourra rivaliser avec le succès de concurrents comme Diorissimo, Cabochard de Grès ou Madame Rochas. Calèche, le parfum créé, est simple et possède « quelque chose de fleuri, de léger, de tenace sans être insistant ». Membre de la famille « chypre fleuri aldéhydé », il s'agit d'un parfum floral boisé chypré, composé de « rose de Bulgarie, iris de Toscane, jasmin d'Égypte, vétiver d'Haïti, santal de Mysore » ainsi que d'une odeur de pins. Pour Ménehould de Bazelaire, directrice du patrimoine d'Hermès, « dans cette lanterne, il y a aussi l'idée de lumière, permanente dans les fragrances Hermès ».

## Succès
Calèche est un succès et récolte les éloges de la presse française et internationale.

## Publicité
Le lancement du parfum a été médiatique, jusqu'à une présentation sur un paquebot amarré à Bordeaux. Dans la boutique du 24 rue du Faubourg-Saint-Honoré, un cocktail mondain a lieu le 18 mai 1961 ; à cette occasion, les vitrines sont décorées en l'honneur du parfum par Annie Beaumel, avec des sphinges dont les ailes sont dressées jusqu'aux plafonds.
La flacon se décline bientôt en flacon de sac, afin de pouvoir l'emporter avec soi.

## Postérité
On compte parmi les marques influencées : 
- Calandre de Paco Rabanne (1969)
- Rive Gauche d'Yves Saint Laurent (1971)
- Aromatics Elixir de Clinique (1971)
- Complice de Coty (1974)
- Fendi de Fendi (1987)
- Knowing d'Estée Lauder (1988)
- So Pretty de Cartier (1995)